# Hotel Royal Decameron Punta Sal

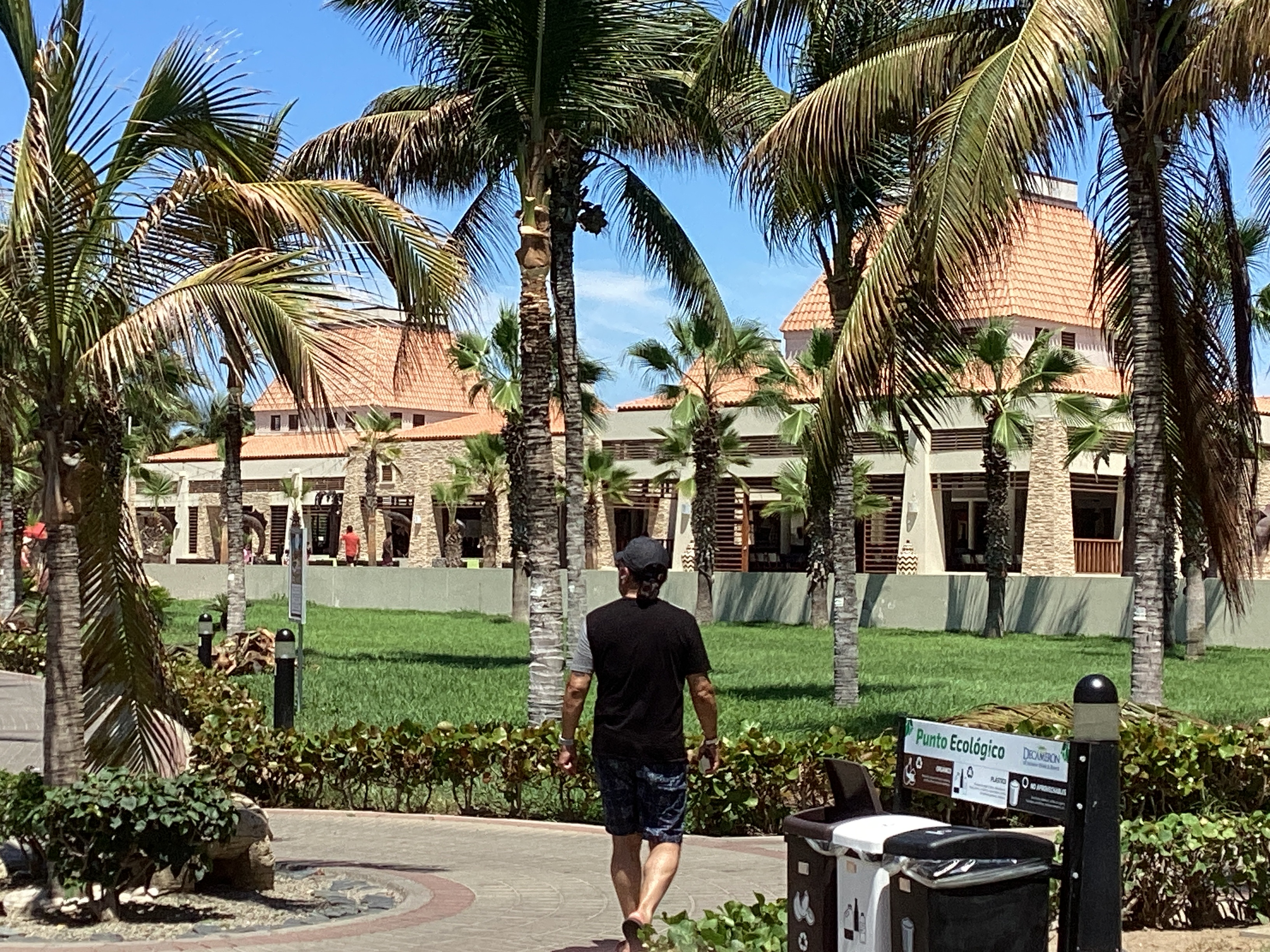
Edificio Principal

El Hotel Royal Decameron Punta Sal, está ubicado en el kilómetro 1190 de la Carretera Panamericana Norte, cerca de la frontera sur del Ecuador, distrito de Zorritos, región Tumbes, Perú. El servicio "todo incluido" ubica a esa parte del Perú al nivel de las ciudades del Caribe. Es el primer hotel en Perú operado bajo la marca Decameron; la firma maneja hoteles en el país bajo otras marcas.

## Historia
El proyecto implicó una inversión de US$ 30 millones. La primera etapa del proyecto cuenta con 133 habitaciones, mientras que la segunda sumó 168 adicionales. El hotel se inauguró oficialmente en junio de 2012. Se trata de la primera inversión de una cadena de este formato en Perú, si bien la zona ya cuenta con una amplia oferta de hoteles, el valor agregado viene dado por el sistema todo incluido. El proyecto se originó en el 2008 por dos empresas una peruana Nuevo Mundo y otra colombiana Decameron como respuesta a un llamado a inversiones en el sector por el gobierno de turno.

## Ampliación
Debido a la alta tasa de ocupabilidad. Con aumento de pasajeros provenientes desde Ecuador, Brasil, Bolivia y Argentina, se tiene planeado realizar una ampliación de las instalaciones. Actualmente el hotel se ha convertido en sede de convenciones y eventos empresariales.
Desde su apertura, el Royal Decameron Punta Sal apuntó tanto al público local como al extranjero. Además del turista vacacional local y extranjero, el Royal Decameron Punta Sal también se ha convertido en sede de convenciones y reuniones de trabajo de empresas. Hoy, el hotel ubicado en Tumbes tiene 313 habitaciones, 1.5 km de playa y una serie de servicios. Luego de la ampliación se añadirán 300 habitaciones adicionales con una inversión de 38 millones de dólares, así el hotel contará con 613 habitaciones desde 2018.

## Servicios

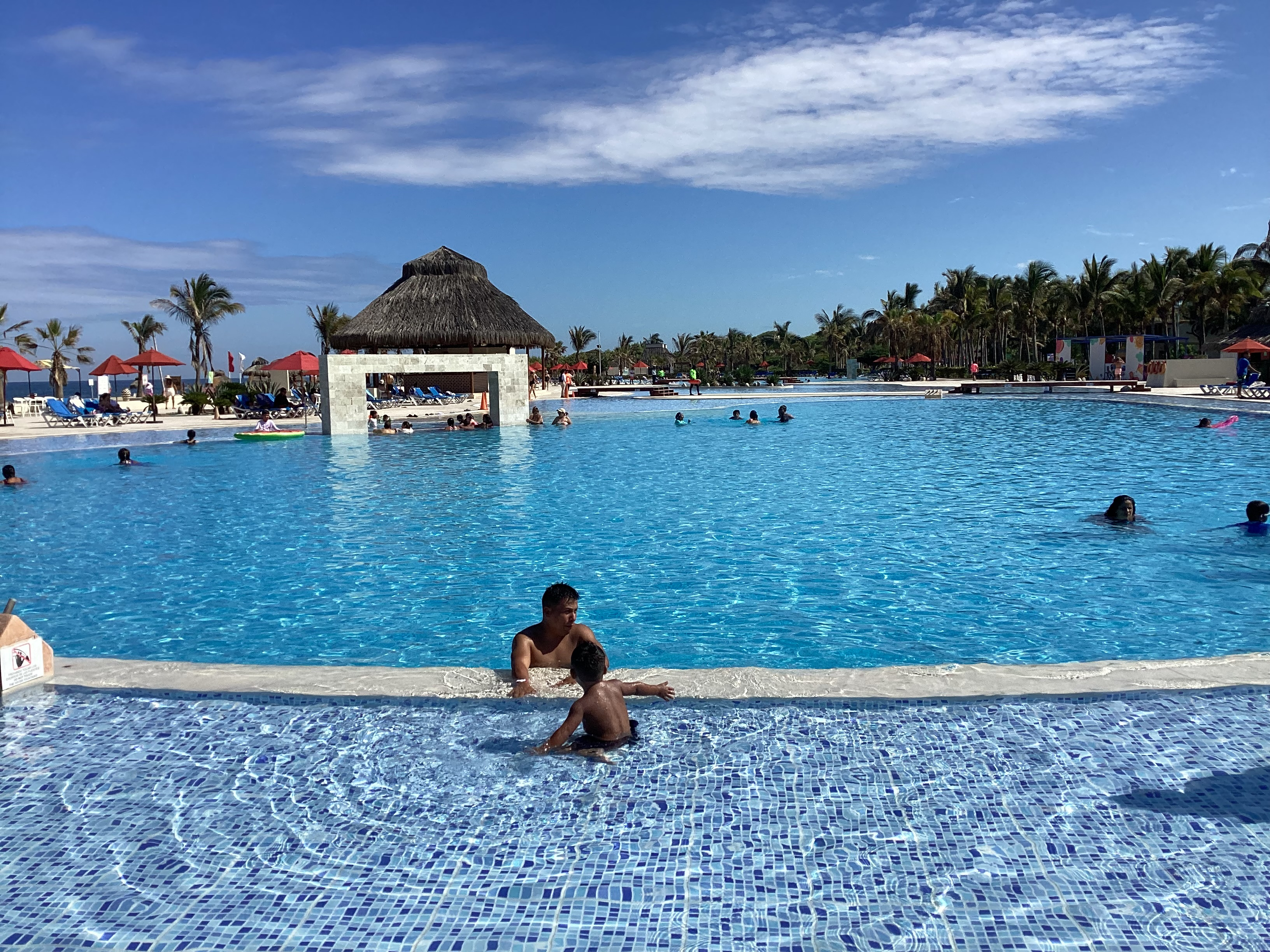
Piscina

Cuenta con área de show y entretenimiento, discoteca, dos piscinas y un 1.5 kilómetros de playa. Dos restaurantes de especialidades, restaurante principal, cuatro bares, spa y canchas de tenis. El Hotel cuenta además con un centro de convenciones.
Se tiene proyectada la puesta en marcha de un Casino, este proyecto entrarán en funcionamiento a partir del primer semestre del año 2016 de la mano de un operador de juegos que ha realizado un acuerdo con la cadena Decameron.

## Modo de operación
El hotel opera bajo el estilo todo incluido siguiendo el estándar que mantiene la cadena colombiana en países como Panamá, Jamaica, México y Colombia.